# Hrzín (vojenský újezd Hradiště)
Hrzín (německy Grün) je zaniklá vesnice ve vojenském újezdu Hradiště v okrese Karlovy Vary. Ležela v Doupovských horách asi dva kilometry jižně od Kotviny v nadmořské výšce okolo 480 metrů.

## Název
Název vesnice je přivlastňovací příponou odvozen z osobního jména Hrza. V historických pramenech se objevuje ve tvarech: Grun (1460), Grunie (1488), Gryn (1591), Grynna (1654), Grün (1787, 1846 a 1854) a Grün nebo Hrzín (1923).

## Historie

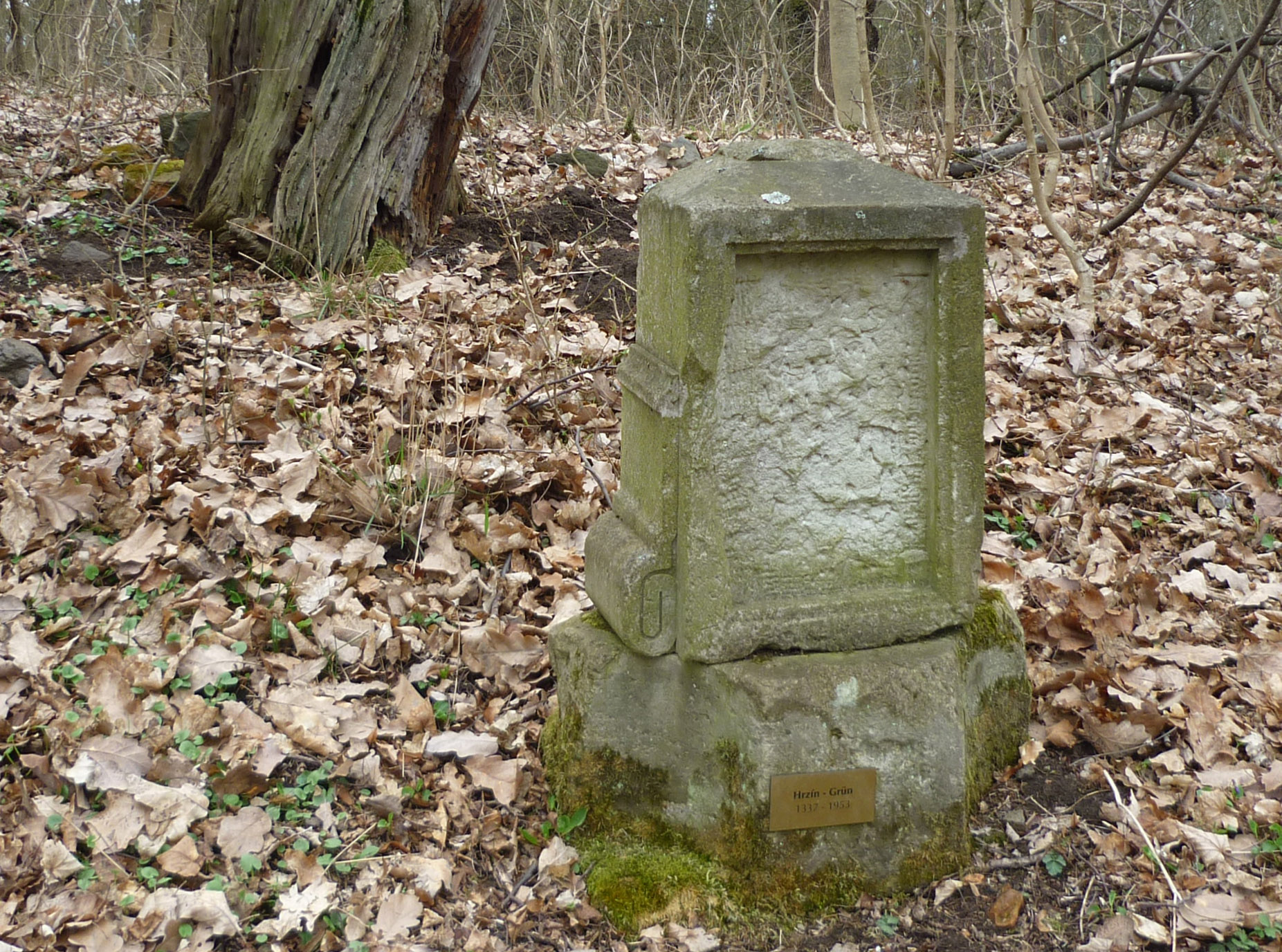
Kámen s výklenkem pro obrázek ze zaniklého Hrzína umístěný v Lapidáriu zaniklých obcí Doupovských hor ve Vintířově

Podle Antonína Profouse pochází první písemná zmínka o Hrzínu z roku 1460, kdy vesnice patřila k panství hradu Egerberk. Zdena Binterová ale uvádí, že ve čtrnáctém století osada náležela postoloprtskému klášteru, který ji v roce 1357 vyměnil s Karlem IV. za jiné vesnice na Žatecku. K Egerberku Hrzín patřil až do první čtvrtiny sedmnáctého století a po bitvě na Bílé hoře byl zkonfiskován Matyáši mladšímu Štampachovi ze Štampachu. V roce 1623 vesnici koupil Kryštof Šimon Thun a připojil ji ke kláštereckému panství.
Po třicetileté válce v Hrzínu podle berní ruly z roku 1654 žilo pět chalupníků, jejichž hlavním zdrojem obživy byl chov dobytka a prodej obilí. V díle Johanna Gottfrieda Sommera z roku 1846 je Hrzín uveden jako osada se šestnácti domy, ve kterých žilo 110 obyvatel.
Hrzín se nikdy nestal obcí. Po zrušení patrimoniální správy byl připojen jako osada k Humnici, ale při všech sčítání lidu počínaje rokem 1869 byl uváděn u Martinova, i když podle Zdeny Binterové koncem devatenáctého století krátce patřil znovu k Humnici.
Ve druhém desetiletí dvacátého století ve vsi pracovali dva tesaři a jeden zedník. Ze služeb byly k dispozici jen hospoda a trafika. Děti docházely do školy v Martinově, ale pošta a fara bývaly v Radnici. Po druhé světové válce se museli vystěhovat němečtí obyvatelé. Samotná vesnice zanikla vysídlením v důsledku zřízení vojenského újezdu během první etapy rušení sídel a úředně byla zrušena k 15. červnu 1953.

## Přírodní poměry

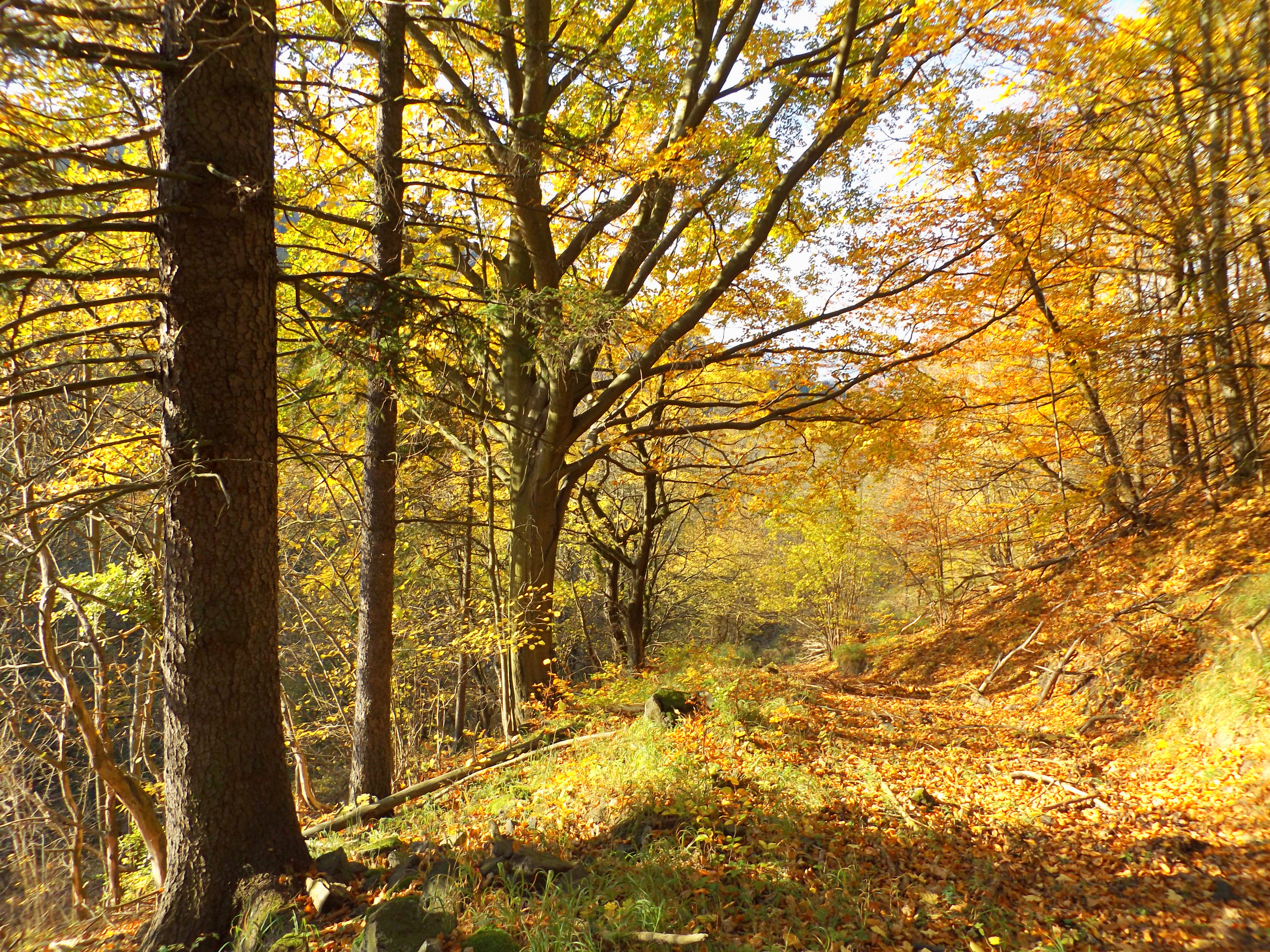
Cesta do vesnice

Hrzín stával na levém břehu Martinovského potoka v katastrálním území Žďár u Hradiště v okrese Karlovy Vary, asi dva kilometry jižně od Kotviny. Nacházel se v nadmořské výšce okolo 480 metrů na východním úpatí Humnického vrchu (707 metrů). Oblast leží v severní části Doupovských hor, konkrétně v jejich okrsku Jehličenská hornatina. Půdní pokryv v širším okolí tvoří kambizem eutrofní.
V rámci Quittovy klasifikace podnebí stál Hrzín v mírně teplé oblasti MT3, pro kterou jsou typické průměrné teploty −3 až −4 °C v lednu a 16–17 °C v červenci. Roční úhrn srážek dosahuje 600–750 milimetrů, počet letních dnů je 20–30, počet mrazových dnů se pohybuje od 130 do 160 a sněhová pokrývka zde leží 60–100 dnů v roce.

## Obyvatelstvo
Při sčítání lidu v roce 1921 zde žilo 75 obyvatel (z toho 39 mužů) německé národnosti, kteří kromě sedmi evangelíků patřili k římskokatolické církvi. Podle sčítání lidu z roku 1930 ve vesnici žilo 73 Němců, kteří byli s výjimkou čtyř evangelíků římskými katolíky.
|           | 1869 | 1880 | 1890 | 1900 | 1910 | 1921 | 1930 | 1950 |
| --------- | ---- | ---- | ---- | ---- | ---- | ---- | ---- | ---- |
| Obyvatelé | 111  | 88   | 85   | 92   | 88   | 75   | 73   | 15   |
| Domy      | 18   | 18   | 18   | 18   | 16   | 15   | 15   | 11   |